# Brandt Bronico
Brandt James Bronico (Westminster, 20 giugno 1995) è un calciatore statunitense, centrocampista dello Charlotte FC.

## Caratteristiche tecniche
È un centrocampista centrale.

### Presenze e reti nei club
Statistiche aggiornate al 10 novembre 2024.
| Stagione            | Squadra                | Campionato          | Campionato | Campionato | Coppe nazionali | Coppe nazionali | Coppe nazionali | Coppe continentali | Coppe continentali | Coppe continentali | Altre coppe | Altre coppe | Altre coppe | Totale | Totale | Totale |
| Stagione            | Squadra                | Comp                | Pres       | Reti       | Comp            | Pres            | Reti            | Comp               | Pres               | Reti               | Comp        | Pres        | Reti        | Pres   | Reti   |        |
| ------------------- | ---------------------- | ------------------- | ---------- | ---------- | --------------- | --------------- | --------------- | ------------------ | ------------------ | ------------------ | ----------- | ----------- | ----------- | ------ | ------ | ------ |
| 2017                | Tulsa Roughnecks       | USL                 | 8          | 0          |                 | -               | -               |                    | -                  | -                  |             | -           | -           | 8      | 0      |        |
| 2017                | Chicago Fire           | MLS                 | 4          | 0          | USOC            | 0               | 0               |                    | -                  | -                  |             | -           | -           | 4      | 0      |        |
| 2018                | Chicago Fire           | MLS                 | 23         | 1          | USOC            | 4               | 0               |                    | -                  | -                  |             | -           | -           | 27     | 1      |        |
| 2019                | Chicago Fire           | MLS                 | 29         | 1          | USOC            | 1               | 0               |                    | -                  | -                  | LC          | 1           | 0           | 31     | 1      |        |
| 2020                | Chicago Fire           | MLS                 | 10         | 0          |                 | -               | -               |                    | -                  | -                  | MiB         | 0           | 0           | 10     | 0      |        |
| Totale Chicago Fire | Totale Chicago Fire    | Totale Chicago Fire | 66         | 2          |                 | 5               | 0               |                    | -                  | -                  |             | 1           | 0           | 72     | 2      |        |
| 2021                | Charlotte Independence | USL                 | 31+2       | 1+0        |                 | -               | -               |                    | -                  | -                  |             | -           | -           | 33     | 1      |        |
| 2022                | Charlotte FC           | MLS                 | 34         | 1          | USOC            | 3               | 0               |                    | -                  | -                  |             | -           | -           | 37     | 1      |        |
| 2023                | Charlotte FC           | MLS                 | 32+1       | 1+0        | USOC            | 3               | 0               |                    | -                  | -                  | LC          | 5           | 1           | 41     | 2      |        |
| 2024                | Charlotte FC           | MLS                 | 25+3       | 1+0        |                 | -               | -               |                    | -                  | -                  | LC          | 2           | 0           | 30     | 1      |        |
| Totale Charlotte FC | Totale Charlotte FC    | Totale Charlotte FC | 91+4       | 3+0        |                 | 6               | 0               |                    | -                  | -                  |             | 7           | 1           | 108    | 4      |        |
| Totale carriera     | Totale carriera        | Totale carriera     | 202        | 6          |                 | 11              | 0               |                    | -                  | -                  |             | 8           | 1           | 221    | 7      |        |